# Anouck Luyten
Anouck Luyten (2 februari 1991) is een Vlaamse actrice.

## Biografie
Luyten groeide op in Berlaar, en speelde samen met haar vader in het plaatselijke amateurtheater. Vervolgens studeerde ze kleinkunst aan het Herman Teirlinck Instituut.
In 2013 stond ze op de theaterplanken in De Explicateur van en met Nico Sturm als zijn muze en zangeres, met piano van Toon Offeciers. Dat jaar speelde ze ook samen met Silke Becu en Gideon Hakker in Geen gezicht van Barbara Ericx in een productie van hetpaleis in samenwerking met de Toneelacademie Maastricht, het betrof een adaptatie naar jeugdtheater van Een schitterend gebrek van Arthur Japin. In 2014 speelde ze samen met Laurence Roothooft, Jonas Vermeulen, Hendrik van Doorn, Mark Verstraete, Koen De Sutter, Tomas Pevenage, en Manou Kersting in regie van Bart Meuleman voor het Toneelhuis een theateradaptatie van De Verwondering van Hugo Claus. Met Rik Verheye schreef en speelde ze ook in 2014 de komedie De Stier van Pamplona. Bingo Quiz uit 2016 was een jeugdtheaterstuk waarmee ze naar tekst van Guillaume Le Marre met Kaat Anaert in Vlaanderen toerde. In 2018 speelde ze met de Komedie Compagnie als "Rachel" in Ene gast, twee bazen in regie van Stany Crets aan de zijde van onder meer Sven De Ridder, Walter Baele, Koen Van Impe, Ludo Hellinx, Kevin Bellemans, Laurenz Hoorelbeke en Jasmine Jaspers.
Haar eerste televisierol was van 2013 tot 2019 als studente Ines in de televisieserie De Kotmadam. In 2017 was ze een van de kandidaten in een zoektocht naar comedy talent tijdens het televisieprogramma Voor de leeuwen, gepresenteerd door Bart Peeters. Ze werd de laureate en ontving de Gouden Leeuw als "Meest veelzijdige humortalent van alle acht" volgens publiek en jury, samengesteld uit Sven De Ridder, Bart De Pauw, Maaike Cafmeyer, Adriaan Van den Hoof, Tine Embrechts en Urbanus. In 2019 had ze een gastrol in Geub, de televisieserie van Philippe Geubels. In 2021 volgden rollen als Olga in Fair Trade en als Katja in de telenovelle Lisa op VTM.
Daarnaast is ze als docente actief in het deeltijds kunstonderwijs.

## Televisie
- De Kotmadam (2013-2024) - als Ines Van Nothegem
- Professor T. (2015) - als Lies Penninckx
- Voor de leeuwen (2017) - als zichzelf
- Geub (2019) - als Femke
- Fair Trade (2021, 2023) - als Olga Martens
- Lisa (2021-2022, 2023) - als Katja Dhaens
- Familie (2022) - als caféhulp
- Assisen (2023) - als Sabine
- Groeien & Bloeien (2024) - Silke Versmissen